# Nijisanji
Vous pouvez aider à l'améliorer ou bien discuter des problèmes sur sa page de discussion.
- Il contient des anglicismes. Certains termes anglais peu courants en français devraient être remplacés par des termes français équivalents mieux connus. (Marqué depuis février 2024)
- Il comporte trop de citations, ou des citations trop longues, au point qu'elles peuvent contrevenir à l'un des principes fondateurs de Wikipédia. Pour l’améliorer, il convient, si ces citations présentent un intérêt encyclopédique et sont correctement sourcées, de les intégrer au corps du texte en les ramenant à une longueur plus raisonnable. (Marqué depuis février 2024)

 (février 2024).
La mise en forme du texte ne suit pas les recommandations de Wikipédia : il faut le « wikifier ».
Les points d'amélioration suivants sont les cas les plus fréquents. Le détail des points à revoir est peut-être précisé sur la page de discussion.
- Les titres sont pré-formatés par le logiciel. Ils ne sont ni en capitales, ni en gras.
- Le texte ne doit pas être écrit en capitales (les noms de famille non plus), ni en gras, ni en italique, ni en « petit »…
- Le gras n'est utilisé que pour surligner le titre de l'article dans l'introduction, une seule fois.
- L'italique est rarement utilisé : mots en langue étrangère, titres d'œuvres, noms de bateaux, etc.
- Les citations ne sont pas en italique mais en corps de texte normal. Elles sont entourées par des guillemets français : « et ».
- Les listes à puces sont à éviter, des paragraphes rédigés étant largement préférés. Les tableaux sont à réserver à la présentation de données structurées (résultats, etc.).
- Les appels de note de bas de page (petits chiffres en exposant, introduits par l'outil «  Source ») sont à placer entre la fin de phrase et le point final[comme ça].
- Les liens internes (vers d'autres articles de Wikipédia) sont à choisir avec parcimonie. Créez des liens vers des articles approfondissant le sujet. Les termes génériques sans rapport avec le sujet sont à éviter, ainsi que les répétitions de liens vers un même terme.
- Les liens externes sont à placer uniquement dans une section « Liens externes », à la fin de l'article. Ces liens sont à choisir avec parcimonie suivant les règles définies. Si un lien sert de source à l'article, son insertion dans le texte est à faire par les notes de bas de page.
- La présentation des références doit suivre les conventions bibliographiques. Il est recommandé d'utiliser les modèles {{Ouvrage}}, {{Chapitre}}, {{Article}}, {{Lien web}} et/ou {{Bibliographie}}. Le mode d'édition visuel peut mettre en forme automatiquement les références.
- Insérer une infobox (cadre d'informations à droite) n'est pas obligatoire pour parachever la mise en page.

Pour une aide détaillée, merci de consulter Aide:Wikification.
Si vous pensez que ces points ont été résolus, vous pouvez retirer ce bandeau et améliorer la mise en forme d'un autre article.
Nijisanji (japonais : にじさんじ) (aussi connu comme NIJISANJI) est une agence YouTuber virtuelle appartenant à l'entreprise AnyColor Inc. (anciennement connue sous le nom de Ichikara Inc. ),,,,,,. La firme a été fondée en 2018 dans le but de promouvoir l'utilisation de modèles Live2D et du streaming contrairement au format 3D et clips popularisés par Kizuna AI,.

## Chronologie

### 2018
Au début de l'année 2018, Ichikara Inc. a fondé l'agence de Vtubers, Nijisanji. Elle a contribué à populariser l'utilisation de ces modèles Live2D, au lieu de l'attention mise auparavant sur les modèles 3D, ainsi que le passage à la diffusion en direct de jeux vidéos et divertissements, au lieu de vidéos et de clips montés, qui étaient alors la norme pour les VTubers comme Kizuna Ai.
Le nom NIJISANJI (qui s'écrit en majuscules) a été créé en associant deux mots japonais, nijigen (二次元), signifiant bidimensionnel, et sanjigen (三次元), signifiant tridimensionnel, imaginant ainsi une nouvelle ère de divertissement reliant les mondes réels et virtuels. Il y a deux significations implicites dans le logo NIJISANJI : il y a le mot niji (虹) qui signifie arc-en-ciel et le mot sanji (三時) qui signifie trois heures. Les personnages de NIJISANJI, ou Virtual Livers, regorgent de personnalités hautes en couleur et variées, symbolisées par l'arc-en-ciel dans le logo.
L'élément central du fonctionnement de Nijisanji est leur application de reconnaissance faciale personnalisée, utilisant la fonction Animoji du nouveau iPhone X pour capturer l'expression faciale de l'utilisateur afin qu'il puisse animer son avatar Live2D. L'application peut se connecter à un logiciel de streaming tel que OBS STUDIO.
Le 17 juillet 2018, des auditions ont commencé pour une filiale chinoise à Shanghai et également, à Taipei tout en étant en coopération avec CAPSULE Inc. Elle avait pour but de recruter huit personnes chacune pour un total de seize Streameurs.

### 2019
En mars 2019 prend fin le partenariat avec CAPSULE Inc., Ichikara révoquant sa licence. CAPSULE Inc. transfère ce qu'elle conserve dans VEgo,. VEgo lui-même qui devient alors inactif fin mars 2020.
En avril 2019, se déroulent, en coopération avec Bilibili, de nouvelles auditions chinoises, aboutissant au « Projet VirtuaReal », géré conjointement, qui émergea un mois plus tard,.
En outre, en mai, Ichikara a lancé son service Nijisanji Network, qui soutiendrait d'autres créateurs de contenu et sociétés affiliées en utilisant les ressources de gestion et de soutien de Nijisanji. Ils ont également annoncé les premiers et seuls participants du programme, à savoir Indie VTuber Fairys-chan et Tenkai Tukasa. Le service a finalement fermé le 31 décembre 2019 et tous ses participants poursuivent leurs activités de manière indépendante.
En juillet 2019, les auditions ont commencé pour une branche indonésienne de l'agence, Nijisanji ID, qui devait être lancée plus tard en septembre. En novembre et décembre, les auditions ont commencé pour les branches indienne et coréenne respectivement (Nijisanji IN et KR), chacune commençant ses activités en janvier 2020.

### 2020
En janvier 2020, Nijisanji a officiellement ouvert la version anglaise de ses comptes Twitter, suivie d'un compte YouTube en anglais en juin. Toujours dans le but d'attirer un public anglophone, ils ont renommé leur branche indienne en une branche anglaise plus large (Nijisanji EN). Toutefois, en novembre, les trois membres de Nijisanji EN ont été renvoyés dans leur branche d'origine, Nijisanji IN, tandis que l'audition pour les talents anglophones n'a eu lieu qu'en décembre. Nijisanji IN a finalement été dissoute et tous ses membres cessé leur activité le 30 avril 2021.
En septembre 2020, Nijisanji a créé une « équipe de lutte contre les actes agressifs et la calomnie » pour offrir des conseils aux victimes de harcèlement et prendre des mesures juridiques contre les auteurs de harcèlement, en particulier le harcèlement en ligne qui sévit dans l'industrie japonaise du divertissement. C'est une situation cocasse car NISANJI serait accusée d'harceler ses propres employés. Cette annonce fait suite au départ à la retraite de Mano Aloe, VTubeuse de la société Hololive, après seulement deux semaines d'activité en raison de harcèlement en ligne.
En octobre 2020, Nijisanji a privé les différents streams Among Us de son membre après avoir reçu une plainte de Masuoka, un programmeur qui a créé le populaire mode de traduction japonaise du jeu. À travers un tweet, Masuoka précise que la raison de sa plainte était que Nijisanji utilisait le mode Masuoka sans le créditer correctement. Nijisanji a depuis entamé des négociations avec lui pour créditer correctement et autoriser son travail.
Le 1er décembre, Ichikara Inc. a annoncé le lancement officiel de la première vague d'auditions de NIJISANJI pour les pays anglophones. La période d'audition a duré jusqu'au 15 décembre.

### 2021
Nijisanji EN a lancé sa première vague le 16 mai 2021, baptisée « LazuLight ». Il se composait de trois Livers féminins : Elira Pendora, Pomu Rainpuff et Finana Ryugu. Une diffusion en direct de commentaires simultanés sur leur chaîne anglaise, animée par Hana Macchia et Bonnivier Pranaja, membres de Nijisanji ID, a également eu lieu. Il a été suivi par OBSYDIA en juillet et Ethyria en octobre.
Le 17 mai 2021, Ichikara s'est officiellement renommé AnyColor.
En juin, Anycolor annoncerait une initiative de formation des talents connue sous le nom de « Virtual Talent Academy ». Ses premières auditions auraient lieu le 18 juin 2021, et la formation commencerait à partir de novembre,,. Une fois terminé, le diplômé peut se voir proposer de faire ses débuts à Nijisanji ou de se déplacer librement vers d'autres agences pour tenter de passer une audition auprès d'elles.
Le 12 décembre 2021, la quatrième vague de Niji EN a fait ses débuts, appelée « Luxiem ». Elle était composée de cinq Livers masculins : Luca Kaneshiro, Shu Yamino, Ike Eveland, Mysta Rias et Vox Akuma. Un premier programme a été animé par Elira Pendora et Oliver Evans. Luxiem a marqué le début de la première vague de talents masculins anglophones d'une grande agence VTuber.

### 2022
Le 17 février 2022, Anycolor a annoncé la fusion de Nijisanji ID et Nijisanji KR au sein de la succursale principale de Nijisanji à compter du 15 avril 2022. Dans le cadre de la fusion, les comptes officiels des réseaux sociaux des deux branches cesseraient de fonctionner et les auditions en cours pour leur dernière génération seraient annulées.
Le 22 février 2022, Noctyx, la deuxième vague masculine (et cinquième au total) de Nijisanji EN a fait ses débuts.
Le 16 mars 2022, Anycolor a annoncé une nouvelle vague de trois Livers Nijisanji originaires de la Virtual Talent Academy, les premiers diplômés de la VTA à faire leurs débuts directement dans NIJISANJI. La nouvelle vague, « Ranunculus », a débuté ses activités le 20 mars 2022.
Il a été annoncé plus tard que les VTubers de Nijisanji collaboreraient avec le chanteur japonais Yuya Tegoshi.
Le 8 juin 2022, ANYCOLOR est cotée à la Bourse de Tokyo, ouvrant à 4 810 yens par action. Au 18 octobre 2022, la valeur de l'entreprise était estimée à plus de 2,5 milliards de dollars, la part de 45 % du fondateur Riku Tazumi lui rapportant une richesse personnelle d'environ 1,1 milliard de dollars, faisant de lui le plus jeune milliardaire du Japon,.
Le 13 juillet 2022, Anycolor a annoncé que la prochaine vague de diplômés de la Virtual Talent Academy fera ses débuts directement à Nijisanji. La nouvelle vague, « Voltaction », a débuté ses activités le 16 juillet 2022.
Le 24 juillet 2022, Iluna, la sixième vague de Nijisanji EN, a fait ses débuts.
Le 9 décembre 2022, XSOLEIL, la septième vague de Nijisanji EN, a fait ses débuts.

### 2023
Le 24 juin 2023, Krisis, la huitième vague de Nijisanji EN, a fait ses débuts.
Le 27 octobre 2023, TTT, la neuvième vague de Nijisanji EN, a fait ses débuts.

### 2024
En 2024, Nijisanji a reçu des critiques à l'intérieur et à l'extérieur de la communauté VTuber à la suite de la résiliation de son contrat avec l'anglophone Selen Tatsuki. Le 5 février, la société a annoncé la résiliation de Selen après qu'elle a été inactive en ligne pendant plus d'un mois, citant des ruptures de contrat, des violations du règlement intérieur, des déclarations trompeuses sur les médias sociaux et des actions entraînant des retards de paiement pour les commissions aux créateurs de fans.
Le contenu de la lettre de licenciement de Selen Tatsuki a suscité des réactions négatives et des controverses en ligne. Plusieurs créateurs ayant travaillé avec elle ont notamment réfuté l'affirmation selon laquelle Selen aurait retardé leurs paiements, déclarant qu'elle payait souvent de sa poche les dépenses liées au streaming. Certains ont déclaré que la direction de Nijisanji était responsable des retards de paiement. En outre, la déclaration accuse Selen d'avoir publié une reprise de chanson sans suivre les procédures internes d'acquisition des droits d'auteur, et de privatiser la vidéo au motif qu'elle « n'avait pas l'autorisation » de la publier. Selen a affirmé que l'autorisation avait été donnée.
Les dernières déclarations publiées sur sa page Twitter indiquaient qu'elle avait été hospitalisée à la fin du mois de décembre 2023. Il a été rapporté plus tard que son hospitalisation était due à une tentative de suicide causée par une mauvaise gestion et un environnement toxique. Selen a ensuite révélé, vers la fin du mois de janvier 2024, que les deux parties (Nijisanji et elle-même) étaient en pourparlers afin de se séparer à l'amiable, mais les détails de l'annonce de licenciement de Nijisanji n'ont pas été portés à la connaissance de Selen Tatsuki avant sa publication,.
Nijisanji a publié une deuxième déclaration indiquant que la décision de mettre fin aux activités de Selen Tatsuki n'aurait qu'une incidence négligeable sur ses finances. Le 6 février, le fabricant de boîtiers et d'accessoires pour PC personnalisés HYTE a annoncé qu'il mettait fin à ses projets en cours avec Nijisanji. L'action de la société mère de Nijisanji, Anycolor Inc, qui s'élevait à 3 820 yens par action à la bourse de Tokyo au moment de l'annonce, est tombée à 3 380 yens par action trois jours après l'annonce (soit une baisse de 11,52%), des utilisateurs ont alors laissé des commentaires sur sa page Yahoo! Finance pour critiquer son incapacité à retenir les talents et sa gestion du licenciement de Tatsuki.
Avant le licenciement de Tatsuki, la société avait licencié la Liver Zaion LanZa en raison de diverses infractions présumées telles que la violation de droits d'auteur et des « remarques offensantes ». Toutefois, bon nombre de ces allégations ont été réfutées dans un document publié par la VTubeuse Sayu Sincronisity.
Le 21 mai, la dixième vague de Nijisanji EN, Denauth, a été annoncée. Les débuts du groupe sont prévus le 25 mai. Il est composé de trois membres : Ryoma Barrenwort, Twisty Amanozako et Klara Charmwoo.

### 2025
La onzième vague de Nijisanji EN, BY THE BEAT, a été annoncée le 12 mars. Le groupe devant faire ses débuts le 15 mars. Il est composé de quatre membres : Zeal Ginjoka, Freodore, Seible et Kaelix Debonair.

## Livers
Les membres de Nijisanji sont appelés Virtual Livers ou Livers, un portemanteau de « live streamers » (« streamers en direct » en français), et diffusent principalement sur YouTube. Les activités typiques consistent à jouer à des jeux vidéo, à chanter ou à discuter avec le public,. Au fil du temps, certains Livers pourraient voir se développer du merchandising à leur image tels que des Nendoroid, des boutons à épingler, des supports en acrylique, des packs de voix spéciaux, des cartes signées et bien plus encore pour des anniversaires ou des événements spéciaux.

## Controverses
L'entreprise NIJISANJI est accusée de faire du favoritisme à l'encontre de plusieurs de ses talents. Ces mêmes talents sont par ailleurs sous payés par rapport au salaire qu'ils mériteraient[C'est-à-dire ?]. De plus, NIJISANJI a exposé illégalement des documents d'un de ses précédents Livers : Selen Tatsuki. De nombreux fans et autres membres de l'industrie qualifient à présent NIJISANJI de « black company », un terme signifiant que les employés d'une firme subissent de mauvaises conditions de travail, généralement accompagné de harcèlement et d'une rémunération insuffisante,.

## Événements
- Festival de musique de Nijisanji ～Propulsé par DMM music～ (2 octobre 2019)[50]
- Virtuel pour VIVRE à Ryōgoku Kokugikan (8 décembre 2019)[51]
- Nijisanji Anniversary Festival 2021 Eve Festival feat. FLUX (27-28 février 2021)[52]
  - Nijisanji JAPAN TOUR 2020 "Shout in the Rainbow! Tokyo Revenge Performance" (27 février 2021) - au Tokyo Big Sight, Ariake, Tokyo. Concert en direct avec diffusion en ligne et audience limitée en raison des restrictions COVID.
- NIJISANJI AR STAGE « LIGHT UP TONES » (31 juillet - 1er août 2021)[53],[54]
- NIJISANJI a organisé deux concerts au YOKOHAMA Pia Arena MM en deux jours, du 30 au 31 octobre 2021 :
  - "NIJIROCK NEXT BEAT" avec 7 livers le 30 octobre[55].
  - "étape initiale à NIJISANJI" avec 8 livers de la première vague du 31 octobre[56].

## Récompenses et nominations
Note : Ici sont notifiés les récompenses et nominations de l'agence elle-même, des événements qu'elle a organisés ou de ses talents.
| Année | Cérémonie         | Catégorie                          | Candidat                                            | Résultat   | Ref.   |
| ----- | ----------------- | ---------------------------------- | --------------------------------------------------- | ---------- | ------ |
| 2023  | Les Vtuber Awards | Meilleur FPS VTuber                | Selen Tatsuki                                       | Lauréat    | [ 57 ] |
| 2023  | Les Vtuber Awards | Meilleur FPS VTuber                | Shu Yamino                                          | Nomination | [ 57 ] |
| 2023  | Les Vtuber Awards | Meilleur VTuber Minecraft          | Pomu Pluie                                          | Nomination | [ 57 ] |
| 2023  | Les Vtuber Awards | Meilleur jeu de rôle/ASMR VTuber   | Vox Akuma                                           | Nomination | [ 57 ] |
| 2023  | Les Vtuber Awards | Mlle VTuber                        | Elira Pendora                                       | Nomination | [ 57 ] |
| 2023  | Les Vtuber Awards | Meilleure organisation VTuber      | Nijisanji                                           | Nomination | [ 57 ] |
| 2023  | Les Vtuber Awards | Base de fans la plus dévouée       | Kindred (Vox Akuma)                                 | Nomination | [ 57 ] |
| 2023  | Les Vtuber Awards | Meilleur événement philantrophique | Le marathon caritatif de 60 heures de Mika Melatika | Lauréat    | [ 57 ] |
| 2023  | Les Vtuber Awards | Meilleur événement philantrophique | Flux Save Charity de Vox Akuma                      | Nomination | [ 57 ] |
| 2023  | Les Vtuber Awards | Joueur de l'année                  | Selen Tatsuki                                       | Lauréat    | [ 57 ] |
| 2023  | Les Vtuber Awards | Joueur de l'année                  | Kuzuha                                              | Nomination | [ 57 ] |
| 2023  | Les Vtuber Awards | VTuber de l'année                  | Hyakumantenbara Salomé                              | Nomination | [ 57 ] |
| 2024  | Les Vtuber Awards | Meilleur VTuber FPS                | Kuzuha                                              | Nomination | [ 58 ] |
| 2024  | Les Vtuber Awards | Mister Vtuber                      | Ike Eveland                                         | Nomination | [ 58 ] |
| 2024  | Les Vtuber Awards | Miss VTuber                        | Lize Helesta                                        | Nomination | [ 58 ] |
| 2024  | Les Vtuber Awards | Meilleure organisation VTuber      | Nijisanji                                           | Nomination | [ 58 ] |
| 2024  | Les Vtuber Awards | Vtuber de l'Année                  | Tsukino Mito                                        | Nomination | [ 58 ] |